# Strzelectwo na Letnich Igrzyskach Olimpijskich 1920 – runda pojedyncza do sylwetki jelenia, drużynowo
Runda pojedyncza do sylwetki jelenia drużynowo, była jedną z konkurencji strzeleckich na Letnich Igrzyskach Olimpijskich 1920. Zawody odbyły się w dniu 27 lipca. W zawodach uczestniczyło 20 zawodników z 4 państw.

## Wyniki
Każda ekipa składała się z pięciu zawodników. Każdy zawodnik miał 10 przebiegów jelenia. Sylwetka jelenia poruszała na dystansie 23 metrów w czasie 4 sekund. Maksymalna liczba punktów do zdobycia indywidualnie wynosiła 50, a drużyny 200.
| Miejsce              | Zawodnicy | Wynik |
| -------------------- | --------- | ----- |
| 1                    |           |       |
| Norwegia             | 178       |       |
| Harald Natvig        | 40        |       |
| Otto Olsen           | 39        |       |
| Ole Lilloe-Olsen     | 36        |       |
| Einar Liberg         | 36        |       |
| Hans Nordvik         | 27        |       |
| 2                    |           |       |
| Finlandia            | 159       |       |
| Nestori Toivonen     | 36        |       |
| Yrjö Kolho           | 34        |       |
| Karl Magnus Wegelius | 33        |       |
| Robert Tikkanen      | 30        |       |
| Kalle Lappalainen    | 26        |       |
| 3                    |           |       |
| Stany Zjednoczone    | 158       |       |
| Thomas Brown         | 36        |       |
| Lawrence Nuesslein   | 36        |       |
| Lloyd Spooner        | 34        |       |
| Carl Osburn          | 28        |       |
| Willis A. Lee        | 24        |       |
| 4                    |           |       |
| Szwecja              | 153       |       |
| Alfred Swahn         | 34        |       |
| Per Kinde            | 32        |       |
| Bengt Lagercrantz    | 32        |       |
| Oscar Swahn          | 28        |       |
| Karl Larsson         | 27        |       |